# Едуардо Вільєгас
Едуардо Андрес Вільєгас Камарена (ісп. Eduardo Andres Villegas Camarena; нар. 29 березня 1964, Кочабамба, Болівія) — колишній болівійський футболіст, захисник, футбольний тренер. Головний тренер болівійського клубу «Сан-Хосе».

## Клубна кар'єра
Футбольну кар'єру розпочав в рідному місті в клубі «Петролеро». У 1986 році перебрався до «Зе Стронгест», де виступав протягом двох сезонів. У 1988 році став гравцем «Блумінгу», перш ніж наступного року повернувтися до «Зе Стронгест», з яким виграв того ж року Прімера Дивізіон Болівії. У 1991 році підписав контракт з «Хорхе Вільстерманом», з яким виграв Кубок Болівії. У 1994 році, після третього періоду в складі «Зе Стронгест», а також виступів за «Сан-Хосе», підписав контракт з «Боліваром», з яким виграв Прімера Дивізіон. У 1995 році повернувся до «Сан-Хосе» й допоміш команді виграти Прімера Дивізіон. У 1997 році вчетверте в кар'єрі став гравцем «Зе Стронгест», а в 1998 році перебрався в «Індепендьєнте Петролеро», у складі якого й завершив кар'єру гравця.

## Кар'єра в збірній
З 1985 по 1989 рік виступав за національну збірну Болівії. Під керівництвом тренера Карлоса Родрігеса дебютував за національну команду 6 лютого 1985 року разом із півзахисником Маріо Пінедою та захисником Мігелем Анхелем Норо в товариському матчі проти Уругваю (0:1). У складі збірної виступав у Кубку Америки 1987 та 1989 років.

## Кар'єра тренера
У Профеесіональній футбольній лізі Болівії 2005 року керував своїм колишнім клубом «Зе Стронгест», який привів до срібних нагород першості. У 2006 році став головним тренером «Універсітаріо» (Сукре). Дебютував за «матадорів» 27 вересня в нічийному (2:2) поєдинку 15-го туру Клаусура 2002 року проти «Зе Стронгест». Згодом здобув перемогу над «Сан-Хосе» (3:1) та зазнав поразки (1:2) від «Хорхе Вільстермана». 
Наприкінці того ж року його представили як помічника Луїса Ороско в «Зе Стронгест». У 2009 році, після відходу Ервіна Санчеса очолив національну збірну Болівії, в якій пропрацював до листопада 2010 року. Після роботи в національній збірній тренував «Універсітаріо» (Сукре), а в березні 2012 року повернувся на тренерський місток у «Зе Стронгест». У 2014 році очолив «Орієнте Петролеро», але наступного року тренував вже «Болівар». У 2016 році став головним тренером «Спорт Бойз Варнес». У 2017 році знову очолив «Орієнте Петролеро, а наступного року перейшов на аналогічну посаду до «Сан-Хосе». 2 серпня 2018 року було оголошено, що з наступного січня посаду головного тренера займе венесуелець Сесару Фаріасу, але він не зміг розірвати контракт, який пов'язував його з болівійським клубом «Зе Стронгест». У січні 2019 року вдруге в кар'єрі призначений головним тренером національної збірної Болівії. Звільнений з займаної посади після невдалого виступу збірної на Кубку Америки 2019.

## Особисте життя
Молодший брат Едуардо, Оскар, також професіональний футболіст та футбольний тренер. Обидва брати в 1994 році грали за «Сан-Хосе», а згодом протягом трьох років працювали разом.